# West Bromwich Albion FC
West Bromwich Albion FC är en engelsk professionell fotbollsklubb i West Bromwich, grundad 1878. Hemmamatcherna spelas på The Hawthorns. Klubben spelar sedan säsongen 2021/2022 i Championship.

## Historia

Klubbens ligaplaceringar från och med 1888.

Klubben grundades 1878 under namnet West Bromwich Strollers FC och 1879 eller 1880 fick klubben sitt nuvarande namn. 1888 var West Bromwich, tillsammans med elva andra klubbar, med om att bilda The Football League.
Klubben har en vinst i dåvarande högsta divisionen First Division, motsvarande dagens Premier League, från säsongen 1919/20 och fem FA-cupsegrar, den senaste 1967/68, som sina främsta meriter. Klubben vann även Ligacupen 1965/66.
En storhetstid för klubben var på 1950-talet. Säsongen 1953/54 var de nära att ta hem The Double, dvs att vinna ligan och FA-cupen samma säsong. Klubben vann cupen, men i ligan blev det till slut en andra plats efter ärkerivalen Wolverhampton Wanderers.
På 1960-talet hade klubben cupframgångar med seger i ligacupfinalen mot West Ham United 1966. Man gick även till ligacupfinal säsongen därpå, då det blev förlust mot Queens Park Rangers. 1968 gick klubben till sin tionde FA-cupfinal, och vann cupen för femte gången efter seger med 1–0 mot Everton.
West Bromwich hade ett bra lag i slutet av 1970-talet med en tredjeplats i ligan säsongen 1978/79 som höjdpunkt och spel i UEFA-cupen. 1980-talet blev dock dystrare för klubben och början på en lång nedgångsperiod med bland annat nedflyttning till tredjedivisionen för första gången i klubbens historia. 2000-talet har dock varit mer framgångsrikt med flera säsonger i Premier League.
Roy Hodgson var tränare för klubben i drygt 2,5 år innan han tog jobbet som förbundskapten för England i maj 2012 inför EM i Polen/Ukraina. Han ersattes inför säsongen 2012/13 av engelsmannen Steve Clarke (tidigare Blackpool).
På klubbens emblem finns bland annat en taltrast, en fågel som tidigare var mycket vanlig bland annat på landsbygden i mellersta England och även i industriområden och förorterna till Birmingham, där klubben bildades i slutet av 1800-talet.
Den 13 juni 2019 blev Slaven Bilić anställd som ny huvudtränare i West Bromwich Albion. Han ledde klubben till uppflyttning till Premier League under säsongen 2019/2020. Efter en tung start i Premier League blev Bilić avskedad och ersatt av Sam Allardyce den 16 december 2020. West Bromwich Albion blev säsongen 2020/2021 nedflyttade från Premier League och Allardyce valde då att lämna sitt uppdrag. Inför säsongen 2021/2022 anställdes Valérien Ismaël som hans ersättare.

## Rivalitet
Klubben har en lång historia av rivalitet med Aston Villa, men kanske framför allt med Wolverhampton Wanderers. Derbyt mellan West Bromwich och Wolverhampton är ett av de hetaste och mest prestigeladdade i England. Kulmen på denna rivalitet nåddes under 1950-talet, då båda klubbarna hörde till topplagen i ligan. Under 2000-talet har det återigen blivit allt starkare prestige, då klubbarna ofta samtidigt varit topplag i The Championship och även har mötts flera säsonger i Premier League. I mindre grad är det även rivalitet med Birmingham City, Blackburn Rovers och Stoke City.

## Meriter

### Liga
- Premier League eller motsvarande (nivå 1): Mästare 1919/20; Tvåa 1924/25, 1953/54
- The Championship eller motsvarande (nivå 2): Mästare 1901/02, 1910/11, 2007/08; Tvåa och uppflyttad 1930/31, 1948/49, 2001/02, 2003/04, 2009/10
- League One eller motsvarande (nivå 3): Playoff-vinnare 1992/93

### Cup
- FA-cupen: Mästare 1887/88, 1891/92, 1930/31, 1953/54, 1967/68; Finalist 1885/86, 1886/87, 1894/95, 1911/12, 1934/35
- Ligacupen: Mästare 1965/66; Finalist 1966/67, 1969/70
- FA Community Shield: Mästare 1920, 1954 (delad); Finalist 1931, 1968
- Birmingham Senior Cup: Mästare 1885/86, 1894/95, 1987/88, 1989/90, 1990/91, 2011/12, 2013/14; Finalist 1886/87, 1887/88, 1889/90, 1891/92, 1893/94, 1902/03, 1904/05, 2001/02
- Staffordshire Senior Cup: Mästare 1882/83, 1885/86, 1886/87, 1888/89, 1899/00, 1901/02, 1902/03, 1923/24, 1925/26, 1931/32, 1932/33, 1950/51, 1968/69 (delad)
- Tennent Caledonian Cup: Mästare 1977
- Watney Cup: Finalist 1971

## Spelare

### Spelartrupp
| 20 | England | Josh Griffiths | 5 september 2001 | West Bromwich Albion FC |
| 23 | England | Joe Wildsmith  | 28 december 1995 | Derby County (-24)      |

| 2  | England | Darnell Furlong | 31 oktober 1995 | Queens Park Rangers (-19) |
| 3  | England | Nat Phillips    | 21 mars 1997    | Liverpool (-25)           |
| 6  | USA     | George Campbell | 22 juni 2001    | CF Montréal (-25)         |
| 14 | Norge   | Torbjørn Heggem | 12 januari 1999 | IF Brommapojkarna (-24)   |
| 15 | England | Caleb Taylor    | 14 januari 2003 | West Bromwich Albion FC   |

| 4  | Ungern     | Callum Styles   | 27 mars 2000      | Barnsley (-24)               |
| 7  | England    | Jed Wallace     | 26 mars 1994      | Millwall (-22)               |
| 8  | Irland     | Jayson Molumby  | 6 augusti 1999    | Brighton & Hove Albion (-22) |
| 11 | Irland     | Mikey Johnston  | 19 april 1999     | Celtic (-24)                 |
| 17 | Mali       | Ousmane Diakité | 25 juli 2000      | TSV Hartberg (-24)           |
| 21 | Nordirland | Isaac Price     | 26 september 2003 | Standard Liège (-25)         |
| 27 | England    | Alex Mowatt     | 13 februari 1995  | Barnsley (-21)               |

| 9  | Nigeria | Josh Maja    | 27 december 1998  | Bordeaux (-23)          |
| 10 | England | Karlan Grant | 18 september 1997 | Huddersfield Town (-20) |
| 12 | USA     | Daryl Dike   | 3 juni 2000       | Orlando City (-22)      |
| 19 | Norge   | Aune Heggebø | 29 juli 2001      | Brann (-25)             |
| 26 | Danmark | Tammer Bany  | 19 oktober 2003   | Randers (-25)           |
| 31 | England | Tom Fellows  | 25 juli 2003      | West Bromwich Albion FC |
| 44 | England | Devante Cole | 10 maj 1995       | Barnsley (-24)          |

Not: Spelare i kursiv stil är inlånade.

### Utlånade spelare
| Nr | Land | Pos | Namn |
| -- | ---- | --- | ---- |

| Nr | Land | Pos | Namn |
| -- | ---- | --- | ---- |

## Klubbrekord
- Störst publik: 64 815, mot Arsenal, FA-cupen, 6 mars 1937.
- Störst publik ligamatch: 60 945, mot Wolverhampton Wanderers, 4 mars 1950.
- Största seger: 12-0, mot Darwen, Division 1, 4 april 1892.
- Största förlust: 3-10, mot Stoke City, Division 1, 4 februari 1937.
- Flest ligamål under en säsong: 105, Division 2, 1929/30.
- Flest ligamål av en spelare under en säsong: 39, William Richardson, Division 1, 1935/36.
- Flest mål av en spelare totalt: 279 (varav 218 i ligan), Tony Brown, 1963–81.
- Flest matcher: 720 (varav 574 i ligan), Tony Brown, 1963–81.